# Kroppefjälls norra våtmarkers naturreservat
Kroppefjälls norra våtmarkers naturreservat är ett naturreservat i Färgelanda kommun i Västra Götalands län.
Naturreservatet bildades 2021 och omfattar 196 hektar. Det ligger på Kroppefjäll i södra Dalsland och består av Marketjärnmossarna, med omgivande skogsmarker och sjöar.